# Heliophobus simplex
Heliophobus simplex là một loài bướm đêm trong họ Noctuidae.